# 异秦皮啶
异秦皮啶是一种有机化合物，分子式C11H10O5，属于香豆素类化合物，存在于刺五加（Eleutherococcus senticosus）等植物物种中，有异嗪皮啶-7-葡萄糖苷等衍生物。